# Mordella tadjikistanica
Mordella tadjikistanica is een keversoort uit de familie spartelkevers (Mordellidae). De wetenschappelijke naam van de soort is voor het eerst geldig gepubliceerd in 2002 door Odnosum.